# Kōkichi Tsuburaya
Kōkichi Tsuburaya, nato Kōkichi Tsumuraya  (円谷 幸吉?, Tsumuraya Kōkichi) (Sukagawa, 13 maggio 1940 – Asaka, 9 gennaio 1968), è stato un maratoneta e mezzofondista giapponese, medaglia di bronzo nella maratona ai Giochi olimpici di Tokyo 1964.

## Biografia
Kōkichi Tsuburaya ha ricoperto il ruolo di tenente nella Forza di autodifesa terrestre giapponese.

### La gara olimpica
Kōkichi Tsuburaya, nella gara di maratona valida per le Olimpiadi disputate a Tokyo nel 1964, giunse terzo al traguardo, venendo superato negli ultimi 100 metri del percorso dall'atleta britannico Basil Heatley.

### Il suicidio
Poco tempo dopo la sua partecipazione ai Giochi olimpici iniziò a soffrire di lombalgia, una patologia che lo limitava nella corsa. Il 9 gennaio 1968 si suicidò tagliandosi i polsi mentre si trovava nel dormitorio dove alloggiava durante gli allenamenti per poter partecipare ai Giochi olimpici di Città del Messico 1968. Nella sua lettera di addio si trovano i ringraziamenti per il sostegno che gli hanno dato i genitori, i fratelli e gli istruttori e un incitamento a dare il massimo agli altri corridori. Il messaggio si conclude con una nota nella quale l'atleta dice di essere troppo stanco per poter continuare a correre, che si rende conto di causare pena e dolore ai suoi parenti ma che per lui il suicidio è la soluzione migliore e chiede di essere perdonato.

## Palmarès
| Anno | Manifestazione  | Sede  | Evento       | Risultato | Prestazione | Note |
| ---- | --------------- | ----- | ------------ | --------- | ----------- | ---- |
| 1964 | Giochi olimpici | Tokyo | 10 000 metri | 6º        | 28'59"4     |      |
| 1964 | Giochi olimpici | Tokyo | Maratona     | Bronzo    | 2h16'23"    |      |

## Campionati nazionali
1962
- Oro ai campionati giapponesi, 10000 m - 29'59"0
- Oro ai campionati giapponesi, 5000 m - 14'20"8

1963
- 4º ai campionati giapponesi, 10000 m - 29'45"8
- Argento ai campionati giapponesi, 5000 m - 14'14"0

1964
- 6º ai campionati giapponesi, 5000 m - 14'25"8

## Altre competizioni internazionali
- Argento alla Maratona di Sapporo ( Sapporo) - 2h19'50"